# Yves Chauveau
Yves Chauveau est un footballeur international français né le 14 avril 1945 à Bourg-en-Bresse dans l'Ain. Il joue au poste de gardien de but du milieu des années 1960 au début des années 1980.
Gardien emblématique de l'Olympique lyonnais dans les années 1970, il remporte avec ce club la Coupe de France en 1973. Il évolue ensuite à l'AS Monaco où il devient champion de France en 1978. Il retourne ensuite à l'Olympique lyonnais avant de finir sa carrière professionnelle au FC Villefranche Beaujolais.
Il compte une sélection en équipe de France de football.

## Biographie
Yves Chauveau joue tout d'abord au rugby au poste de demi d'ouverture ou de centre avant de rejoindre le club de football du FC Bourg-Péronnas où il joue gardien Il intègre ensuite l'Olympique lyonnais où il devient le remplaçant de Marcel Aubour. Il fait ses premières apparitions en équipe première lors de la saison 1964-1965 et dispute deux rencontres de Coupe Charles Drago. Il est prêté la saison suivante au FC Grenoble en Division 2 où l'entraîneur Albert Batteux en fait son titulaire au poste de gardien.
De retour à l'OL, il est en concurrence avec Michel Zewulko pour le poste de titulaire et dispute dix-neuf rencontres du championnat que les Lyonnais terminent à la 15e place. Le club atteint la même saison la finale de la Coupe de France mais Michel Zewulko lui est préféré pour disputer la rencontre remportée trois à un sur le FC Sochaux. Il dispute quelques jours après la seconde mi-temps du Challenge des champions qui voit la victoire du champion de France l'AS Saint-Étienne sur le score de trois buts à zéro. Gardien agile et spectaculaire, « Tonton », son surnom, s'impose comme titulaire l'année suivante. En Coupe d’Europe, sa performance, lors du match retour des huitièmes de finale face aux Tottenham Hotspur, lui valent, malgré la défaite quatre buts à trois, d'être surnommé par les journaux anglais le « gardien volant ». Au tour suivant, les Lyonnais sont éliminés par le Hambourg SV en match d'appui.
Douzième du championnat 1967-1968 avec les Lyonnais, Yves Chauveau est appelé pour la première fois en équipe de France le 6 avril 1968 par le sélectionneur Louis Dugauguez. Remplaçant de Marcel Aubour, il assiste des tribunes au match nul un partout contre la Yougoslavie dans le cadre des quarts de finale du championnat d’Europe . Il est également retenu comme remplaçant pour le match retour où les Français s’inclinent sur le score de cinq à un. Non conservé dans le groupe le match suivant, il revient chez les « Bleus » toujours comme remplaçant, cette fois-ci de Georges Carnus, le 17 octobre. Dans ce match disputé au Stade Gerland, les Français s'inclinent trois buts à un face à l'Espagne. Cette défaite est suivie d'une autre face aux amateurs norvégiens dans le cadre des éliminatoires de la Coupe du monde. Cette défaite entraîne la démission de Louis Dugauguez et la nomination de Georges Boulogne au poste de sélectionneur. Celui-ci conserve Yves Chauveau dans le groupe France qui s'incline cinq buts à zéro face à l'Angleterre. Le 16 avril 1969, il dispute avec l'équipe de France espoirs, une rencontre de Coupe latine face à l'Italie espoirs, une victoire deux buts à zéro. Quinze jours plus tard, il est titulaire pour la première fois le match suivant disputé par les espoirs français face à la Roumanie. Les Français s'imposent sur le score d'un but à zéro,. En club, il termine neuvième du championnat malgré le titre de meilleur buteur de son coéquipier André Guy. En début de saison 1969-1970, les Lyonnais sont co-leader du championnat avec l'AS Saint-Étienne mais ils encaissent en octobre un sept buts à un face aux « Verts » dans le derby et terminent le championnat à la quinzième place. Yves Chauveau connaît ses trois dernières apparitions dans le groupe France lors de cette saison. Il est le remplaçant de Georges Carnus lors du match retour contre la Norvège remporté trois buts à un puis lors de la défaite deux buts à zéro contre la Suède qui met fin aux espoirs de qualification de la France pour les phases finales de la Coupe du monde. Quinze jours plus tard, le 1er novembre 1969, il fait partie du groupe France pour la dernière fois lors du match retour contre les Suédois. Les Français s'imposent sur le score de trois buts à zéro. Le sélectionneur lui préfère par la suite Jean-Michel Fouché.
En 1970-1971, les Lyonnais terminent septième du championnat et, en coupe de France atteignent la finale disputée face au Stade rennais. Yves Chauveau s'incline sur un pénalty marquée par son ancien coéquipier André Guy à la 63e minute et l'OL est battu un but à zéro. L'année suivante, Yves Chauveau est appelé en octobre en équipe de France B par Georges Boulogne pour disputer une rencontre face au Luxembourg. Il entre en jeu à la mi-temps de la rencontre, perdue un but à zéro, en remplacement d'Eugène Battmann. En championnat, les Lyonnais terminent cinquième mais, l’année suivante, ne confirment pas en finissant treizième. En Coupe de France, l'OL atteint de nouveau la finale où il se retrouve opposé au FC Nantes, vainqueur du championnat. Les Lyonnais battent les Nantais sur le score de deux buts à un remportant ainsi la troisième coupe de France de l'histoire du club. 
Après deux places de troisième en championnat les années suivantes, Yves Chauveau quitte le club lyonnais et s'engage avec l'AS Monaco pour une durée de trois ans. En fin de saison, le club monégasque est relégué en Division 2 mais parvient à remonter dès l'année suivante en remportant le groupe A. Le club s'incline ensuite en finale du championnat face au vainqueur de l'autre groupe, le RC Strasbourg. De retour en Division 1, Yves Chauveau se blesse avant le début du championnat et Jean-Luc Ettori, le gardien numéro deux le remplace. Celui-ci s'impose dans les buts et en fin de saison, les Monégasques remportent le championnat.
Yves Chauveau revient alors à l'Olympique lyonnais, en tant qu'amateur, et retrouve une place de titulaire à  la place de Gilles De Rocco. Il retrouve un club aux finances fragiles qui doit passer par les barrages pour rester en première division lors de la saison 1979-1980. L'OL sauve sa place en division 1 en battant l'Olympique avignonnais, club de Division 2, huit buts à quatre sur les deux matchs. Après une belle saison 1981 terminée à la sixième place, le club lyonnais descend en Division 2 en fin de saison suivante. Yves Chauveau, qui perd sa place de titulaire lors de cette saison au profil de Slobodan Topalović, met fin à sa carrière professionnelle sur cette relégation. 
Yves Chauveau ouvre alors un cabinet d'assurances et quitte le monde du football. Il revient cependant en 1982-1983 au FC Villefranche pour aider l'équipe à se maintenir en Division 2. Il dispute treize matchs avec cette équipe qui est reléguée en fin de saison. Celui que l'on surnomme "Tonton" prend alors définitivement sa retraite.

## Palmarès
Yves Chauveau dispute 461 rencontres de division 1 dont 420 avec l'Olympique lyonnais ce qui en fait le 41e joueur le plus capé de l'histoire du championnat de France. Il remporte avec les Lyonnais la Coupe de France en 1973, compétition dont il est également finaliste en 1971. Il est aussi finaliste du Challenge des champions en 1967.
Sous les couleurs de l'AS Monaco, il remporte le championnat de France en 1978 et il est vice-champion de Division 2 en 1977.
Il compte une sélection en équipe de France contre la Roumanie le 30 avril 1969. Yves Chauveau est également appelé à huit reprises comme gardien remplaçant, la plupart du temps comme doublure de Georges Carnus ou de Marcel Aubour.

## Statistiques
Le tableau ci-dessous résume les statistiques en match officiel d'Yves Chauveau durant sa carrière de joueur professionnel,,.
| Saison                | Club                  | Championnat           | Championnat | Championnat | Coupe(s) nationale(s) | Coupe(s) nationale(s) | Compétition(s) continentale(s) | Compétition(s) continentale(s) | Compétition(s) continentale(s) | Trophée des champions | Trophée des champions | Sélection | Sélection | Sélection | Total | Total |
| Saison                | Club                  | Division              | M.          | B.          | M.                    | B.                    | Comp.                          | M.                             | B.                             | M.                    | B.                    | Équipe    | M.        | B.        | M.    | B.    |
| 1964-1965             | Olympique lyonnais    | Division 1            | -           | -           | 2                     | -                     | -                              | -                              | -                              | -                     | -                     | -         | -         | -         | 2     | 0     |
| 1965-1966             | FC Grenoble           | Division 2            | 36          | 0           | 1                     | 0                     | -                              | -                              | -                              | -                     | -                     | -         | -         | -         | 37    | 0     |
| 1966-1967             | Olympique lyonnais    | Division 1            | 19          | 0           | -                     | -                     | -                              | -                              | -                              | -                     | -                     | -         | -         | -         | 19    | 0     |
| 1967-1968             | Olympique lyonnais    | Division 1            | 32          | 0           | 3                     | 0                     | C2                             | 7                              | 0                              | 1                     | 0                     | -         | -         | -         | 43    | 0     |
| 1968-1969             | Olympique lyonnais    | Division 1            | 34          | 0           | 5                     | 0                     | C3                             | 4                              | 0                              | -                     | -                     | France    | 1         | 0         | 44    | 0     |
| 1969-1970             | Olympique lyonnais    | Division 1            | 30          | 0           | 4                     | 0                     | -                              | -                              | -                              | -                     | -                     | -         | -         | -         | 34    | 0     |
| 1970-1971             | Olympique lyonnais    | Division 1            | 38          | 0           | 9                     | 0                     | -                              | -                              | -                              | -                     | -                     | France B  | 1         | 0         | 48    | 0     |
| 1971-1972             | Olympique lyonnais    | Division 1            | 38          | 0           | 1                     | 0                     | -                              | -                              | -                              | -                     | -                     | -         | -         | -         | 39    | 0     |
| 1972-1973             | Olympique lyonnais    | Division 1            | 38          | 0           | 9                     | 0                     | -                              | -                              | -                              | -                     | -                     | -         | -         | -         | 47    | 0     |
| 1973-1974             | Olympique lyonnais    | Division 1            | 38          | 0           | 7                     | 0                     | C2                             | 4                              | 0                              | 1                     | 0                     | -         | -         | -         | 50    | 0     |
| 1974-1975             | Olympique lyonnais    | Division 1            | 38          | 0           | 1                     | 0                     | C3                             | 3                              | 0                              | -                     | -                     | -         | -         | -         | 42    | 0     |
| 1975-1976             | AS Monaco             | Division 1            | 37          | 0           | 1                     | 0                     | -                              | -                              | -                              | -                     | -                     | -         | -         | -         | 38    | 0     |
| 1976-1977             | AS Monaco             | Division 2            | 34          | 0           | 7                     | 0                     | -                              | -                              | -                              | -                     | -                     | -         | -         | -         | 41    | 0     |
| 1977-1978             | AS Monaco             | Division 1            | 4           | 0           | 1                     | 0                     | -                              | -                              | -                              | -                     | -                     | -         | -         | -         | 5     | 0     |
| 1978-1979             | Olympique lyonnais    | Division 1            | 37          | 0           | 3                     | 0                     | -                              | -                              | -                              | -                     | -                     | -         | -         | -         | 40    | 0     |
| 1979-1980             | Olympique lyonnais    | Division 1            | 38          | 0           | 3                     | 0                     | -                              | -                              | -                              | -                     | -                     | -         | -         | -         | 41    | 0     |
| 1980-1981             | Olympique lyonnais    | Division 1            | 38          | 0           | 1                     | 0                     | -                              | -                              | -                              | -                     | -                     | -         | -         | -         | 39    | 0     |
| 1981-1982             | Olympique lyonnais    | Division 1            | 2           | 0           | 2                     | 0                     | -                              | -                              | -                              | -                     | -                     | -         | -         | -         | 4     | 0     |
| 1983-1984             | FC Villefranche       | Division 2            | 13          | 0           | -                     | -                     | -                              | -                              | -                              | -                     | -                     | -         | -         | -         | 13    | 0     |
| Total sur la carrière | Total sur la carrière | Total sur la carrière | 544         | 0           | 60                    | 0                     | -                              | 18                             | 0                              | 2                     | 0                     | -         | 2         | 0         | 626   | 0     |